# Britton Colquitt
(en) Statistiques sur pro-football-reference
Britton Colquitt (né le 20 mars 1985 à Knoxville dans l'État du Tennessee aux États-Unis) est un joueur américain de football américain évoluant au poste de punter.

## Biographie
Il a évolué pour les Volunteers de l'Université du Tennessee de 2005 à 2008. En 2008, il est arrêté et accusé de conduite sous influence et délit de fuite, et est suspendu pour les 5 premiers matchs de la saison 2008 en plus de voir sa bourse sportive être retirée.
En 2009, il signe avec les Broncos de Denver dans la NFL, mais est libéré avant le début de la saison. Il signe le 22 décembre avec les Dolphins de Miami et est placé dans l'équipe d'entraînement avant de retourner avec les Broncos le 30 décembre.
Il devient le punter des Broncos à partir de la saison 2010. Durant la saison 2011, il mène la NFL sur les yards de dégagement avec 4 783 yards dégagés. En février 2016, il remporte le Super Bowl 50 après la victoire des Broncos face aux Panthers de la Caroline. Le 30 août 2016, il est libéré par les Broncos, et signe quelques jours plus tard avec les Browns de Cleveland.

## Vie personnelle
Britton fait partie d'une famille de joueurs de football américain évoluant tous comme punter, qui est une tradition chez la famille Colquitt. Son père, Craig Colquitt, a notamment joué pour les Steelers de Pittsburgh avec lesquels il remporte deux fois le Super Bowl. Il a également un oncle, Jimmy Colquitt. Son frère aîné, Dustin Colquitt, joue actuellement pour les Chiefs de Kansas City.